# Kōan (japanski car)
Kōan (jap. (孝安天皇, こうあんてんのう, Kōan-tennō) (49. godina cara Kōshōa/427. pr. Kr. - 9. dan 1. mjeseca 102. godine cara Kōana/27. veljače 291. pr. Kr.) bio je 6. japanski car  prema tradicijskom brojanju. Bio je poznat kao Yamatotarashihikokunioshihito no Mikoto.
O nadnevku njegova rođenja ne postoje pouzdani izvori. Konvencijski se uzima da je vladao od 3. ožujka 392. pr. Kr. do 27. veljače 291. pr. Kr.).